# Georg Schmiedel
Georg Schmiedel (též Georg Schmiedl, 11. září 1855, Prostějov – 24. února 1929, Vídeň) byl rakouský učitel, socialista a zakladatel spolku Naturfreunde (Přátelé přírody).

## Životopis
Pocházel z učitelské rodiny, od roku 1879 učil na vídeňských obecných školách. Zapojil se do sociálně demokratického hnutí. V roce 1895 založil spolek Naturfreunde. V roce 1919 byl jmenován školním inspektorem města Vídně.

## Dílo
- Die Werkstatt des Kindes. (Dílna dítěte) Berlin 1913.
- Nach Werktagsfron zu Feierstunden. (Po robotě všedního dne ke svátečním hodinám) Wien 1923.